# 起步槍

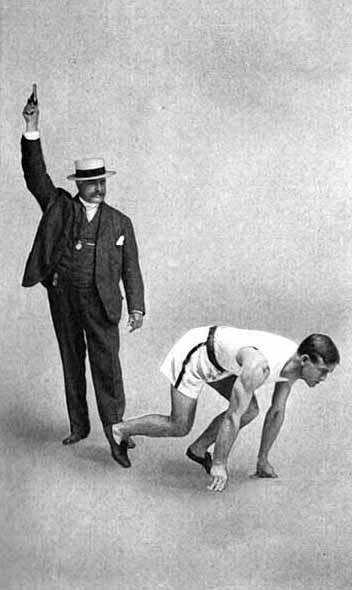
高舉起步槍的裁判，與準備起跑的跑者（1904年）

起步槍，又稱發令槍（英語：'Starting Gun），是速度性體育競賽中（比如說田徑、游泳競賽）代替普通槍械鳴槍以表示起步信號的工具，有時可以用真槍發射空包彈代替。
起步槍可以由點三八左輪手槍改裝而成，有一定殺傷力。通常會使用競賽用的紙雷管。
起步槍可以連接計時器，開槍同時開始計時。
如果是在聽障選手的比賽中，由於選手無法聽到槍聲起跑，大多由信號燈代替。

## 參照
- 風按（空氣喇叭）